# Botsuana en los Juegos Paralímpicos de Río de Janeiro 2016
Botsuana estuvo representada en los Juegos Paralímpicos de Río de Janeiro 2016 por un deportista masculino. El equipo paralímpico botsuano no obtuvo ninguna medalla en estos Juegos.